# Annette Van Zyl
Pour les articles homonymes, voir van Zyl.
Annette Van Zyl (née le 25 septembre 1943) est une joueuse de tennis sud-africaine. Elle est aussi connue sous son nom de femme mariée, Annette Van Zyl Du Plooy.
Amateur dans les années 1960, avant l'ère Open, elle devient professionnelle dans les années 1970.
Elle s'est essentiellement distinguée dans les épreuves de double, atteignant notamment, avec Pat Walkden-Pretorius, la finale du double dames à Roland-Garros en 1967 (défaite contre Françoise Dürr et Gail Sherriff). 